# Straight Outta Compton
Straight Outta Compton (с англ. — «Прямиком из Комптона») — дебютный студийный альбом американской хип-хоп-группы N.W.A, выпущенный 8 августа 1988 года на лейбле Ruthless Records. Его название относится к родному городу группы. Продюсирование альбома было возложено на Dr. Dre и DJ Yella. Данная пластинка является новаторской в жанре гангста-рэп, в лирике которой содержалась вездесущая профанация и жестокость. Это последняя пластинка группы, в записи которой участвовал рэпер Ice Cube — он покинул N.W.A в 1989 году. Разными музыкальными обозревателями Straight Outta Compton считается одним из величайших и наиболее влиятельных альбомов в хип-хоп-музыке, оказавшим огромное влияние на эволюцию хип-хопа.
Straight Outta Compton переопределил направление хип-хопа, в результате чего лирика о гангстерском образе жизни стала движущей силой продаж. 24 сентября 2002 года альбом был перевыпущен и отремастирован с дополнительными треками. В честь 20-летия пластинки 4 декабря 2007 года была выпущена расширенная версия альбома. В рамках серии Respect the Classics компания Universal Music Group выпустила альбом в ограниченных тиражах в виде красной кассеты 14 апреля 2015 года. В 2003 году журнал Rolling Stone поместил альбом на 144 место в список «500 величайших альбомов всех времён» — это пятый самый высокий рейтинг для хип-хоп-альбома в этом списке. В 2017 году Straight Outta Compton был выбран для хранения в Национальном реестре аудиозаписей Библиотекой конгресса как «культурно, исторически или артистически значимый».

## Статус
Альбом достиг двойного платинового статуса, став первым альбомом, который достиг этого без поддержки каких-либо серьёзных организаций. Как только сообщество хип-хопа во всем мире получило этот альбом, члены N.W.A стали главными звездами формирующейся новой эпохи гангста-рэпа.

## Тексты песен
Из-за откровенно противоправного характера песен и огромного количества в них сцен насильственного и сексуального характера группа попала в поле зрения правительства США и правоохранительных структур. Основной причиной стал написанный Ice Cube и MC Ren трек «Fuck tha Police», вероятно самый неоднозначный в творчестве группы. Под давлением общественных организаций, Мильт Ахлерич, исполнительный директор ФБР направил письмо в звукозаписывающую студию Ruthless Records и её дистрибьюторскую компанию Priority Records, в котором обвинил рэперов в пропаганде насилия и предупредил о том, что общество не собирается оставаться в стороне от подобных безответственных действий с их стороны. Это письмо до сих пор можно увидеть в Зале славы рок-н-ролла в Кливленде, Огайо. Полицейские, вызванные обеспечивать безопасность на концертах группы, вместо этого стали их срывать. Однако это лишь привлекло к группе ещё больше внимания.
Straight Outta Compton был также одним из первых альбомов, имеющих маркировку Parental Advisory. Однако запретный флёр N.W.A был одним из мощнейших факторов популяризации альбома — несмотря на почти полное отсутствие медиаподдержки и радиоэфира, альбом стал дважды платиновым.
Критикам, выразившим мнение о том, что песни группы гиперболизируют афроамериканскую преступность, члены группы возразили, что они просто рассказывают о реальной жизни в Комптоне и Лос-Анджелесе.

## Список композиций
| №   | Название                         | Автор(ы)                           | Исполнитель(и)                                | Длительность |
| --- | -------------------------------- | ---------------------------------- | --------------------------------------------- | ------------ |
| 1.  | «Straight Outta Compton»         | Ice Cube, The D.O.C., MC Ren       | Ice Cube, MC Ren, Eazy-E                      | 4:19         |
| 2.  | «Fuck tha Police»                | MC Ren, Ice Cube                   | Ice Cube, MC Ren, Eazy-E                      | 5:45         |
| 3.  | «Gangsta Gangsta»                | Ice Cube                           | Ice Cube, Eazy-E                              | 5:36         |
| 4.  | «If It Ain’t Ruff»               | MC Ren                             | MC Ren                                        | 3:34         |
| 5.  | «Parental Discretion Iz Advised» | Ice Cube, MC Ren, The D.O.C.       | The D.O.C., Dr. Dre, Eazy-E, Ice Cube, MC Ren | 5:16         |
| 6.  | «8 Ball» (ремикс)                | Ice Cube                           | Eazy-E                                        | 4:52         |
| 7.  | «Something Like That»            | The D.O.C., MC Ren                 | Dr. Dre, MC Ren                               | 3:35         |
| 8.  | «Express Yourself»               | Ice Cube                           | Dr. Dre                                       | 4:25         |
| 9.  | «Compton’s in the House» (remix) | The D.O.C., Mc Ren                 | Dr. Dre, MC Ren, Eazy-E                       | 5:20         |
| 10. | «I Ain’t tha 1»                  | Ice Cube                           | Ice Cube                                      | 4:54         |
| 11. | «Dopeman» (ремикс)               | Ice Cube                           | Ice Cube, Dr. Dre, Eazy-E                     | 5:20         |
| 12. | «Quiet on tha Set»               | MC Ren                             | MC Ren                                        | 3:59         |
| 13. | «Something 2 Dance 2»            | Eazy-E, Arabian Prince, The D.O.C. | Arabian Prince, DJ Yella, Dr. Dre, Eazy-E     | 3:32         |

| №   | Название                                    | Автор(ы)                 | Исполнитель(и)            | Длительность |
| --- | ------------------------------------------- | ------------------------ | ------------------------- | ------------ |
| 14. | «Express Yourself» (расширенный микс)       | Ice Cube, MC Ren         | Dr. Dre, MC Ren, Ice Cube | 4:42         |
| 15. | «Bonus Beats»                               |                          |                           | 3:03         |
| 16. | «Straight Outta Compton» (расширенный микс) | Eazy-E, Ice Cube, MC Ren | MC Ren, Eazy-E, Ice Cube  | 4:53         |
| 17. | «A Bitch Iz a Bitch»                        | Ice Cube                 | Ice Cube                  | 3:10         |

| №   | Название                           | Автор(ы)       | Исполнитель(и)       | Длительность |
| --- | ---------------------------------- | -------------- | -------------------- | ------------ |
| 14. | «Fuck tha Police» (tribute remix)  | MC Ren         | Bone Thugs-n-Harmony | 5:02         |
| 15. | «Gangsta Gangsta» (tribute remix)  | Eazy-E, MC Ren | Snoop Dogg, C-Murder | 4:39         |
| 16. | «Dopeman» (tribute remix)          | Ice Cube       | Mack 10              | 4:01         |
| 17. | «If It Ain’t Ruff» (tribute remix) | MC Ren         | WC                   | 3:44         |
| 18. | «Compton’s in the House» (live)    | Dr. Dre        | Dr. Dre, MC Ren      | 2:02         |

## Сертификации
| Регион                                                      | Сертификация  | Продажи    |
| ----------------------------------------------------------- | ------------- | ---------- |
| США (RIAA)                                                  | 3× Платиновый | 3 000 000^ |
| Великобритания (BPI)                                        | Платиновый    | 300 000    |
| ^ Данные о тиражах приведены только на основе сертификации. |               |            |